# Rio Ciumiţa
O Rio Ciumiţa é um rio da Romênia, afluente do Lacuri, localizado no distrito de Hunedoara.